# Cyclops abyssorum
Cyclops abyssorum – gatunek widłonoga z rodziny Cyclopidae.

## Występowanie
Występuje w jeziorach w zachodniej i południowej części Europy, dość powszechnie we Włoszech. Cyclops abyssorum preferuje wodę o niskich temperaturach, w miesiącach letnich przebywa w głębszej części akwenów.

## Systematyka
Gatunek ten opisał w 1863 roku norweski hydrobiolog Georg Ossian Sars.

### Podgatunki
Tradycyjnie wyróżnia się następujące podgatunki Cyclops abyssorum:
- C. abyssorum abyssorum Sars G.O., 1863
- C. abyssorum apenninae Lindberg, 1956
- C. abyssorum bodanus Kiefer, 1954
- C. abyssorum bohemicus (Srámek-Husek, 1938)
- C. abyssorum carinthicus Lindberg, 1955
- C. abyssorum corsicanus (Lindberg, 1960)
- C. abyssorum divergens (Lindberg, 1936)
- C. abyssorum divulsus Lindberg, 1956
- C. abyssorum gracilipes (Sars G.O., 1903)
- C. abyssorum laevis Losito, 1904
- C. abyssorum larianus Stella, 1934
- C. abyssorum maiorus Lindberg, 1957
- C. abyssorum mauritaniae (Lindberg, 1950)
- C. abyssorum medianus (Lindberg, 1949)
- C. abyssorum novarensis Einsle, 1968
- C. abyssorum paternonis Lindberg, 1956
- C. abyssorum praealpinus Kiefer, 1939
- C. abyssorum pyrenaicus Dussart, 1979
- C. abyssorum sevanicus Meshkova, 1947
- C. abyssorum sibiricus (Lindberg, 1950)
- C. abyssorum tatricus (Kozminski, 1927)

Niektóre z nich w bazie World Register of Marine Species mają obecnie (2024) status odrębnych gatunków, są to: Cyclops bohemicus, Cyclops divergens i Cyclops sibiricus. Podgatunek C. abyssorum vranae (Kozminski, 1927) został zsynonimizowany z C. abyssorum divergens.